# Sphyracus anjubaulti
Sphyracus anjubaulti är en skalbaggsart som först beskrevs av Sylvain Auguste de Marseul 1864.  Sphyracus anjubaulti ingår i släktet Sphyracus och familjen stumpbaggar. Inga underarter finns listade i Catalogue of Life.